# São Pedro da Aldeia
São Pedro da Aldeia este un oraș în unitatea federativă Rio de Janeiro (RJ), Brazilia.